# قائمة البعثات الدبلوماسية في كمبوديا

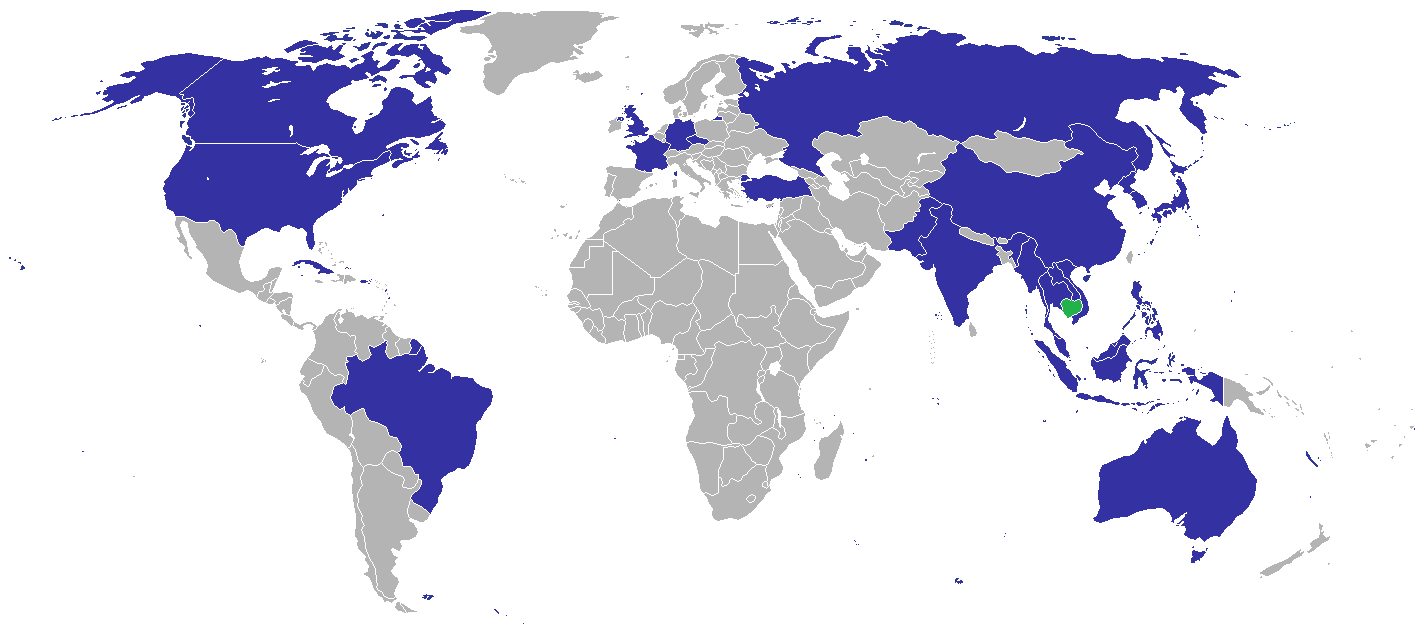
خريطة قائمة البعثات الدبلوماسية في كمبوديا

هذه قائمة بالبعثات الدبلوماسية في كمبوديا. في الوقت الحاضر، تستضيف مدينة بنوم بن العاصمة 27 سفارة. وهناك عدة بلدان أخرى لديها بعثات معتمدة من عواصم أخرى، معظمها في بكين و‌هانوي و‌بانكوك.

## سفارات
بنوم بن
| - أستراليا - بروناي - بلغاريا - كندا - الصين - كوبا - فرنسا - ألمانيا - الهند - إندونيسيا - اليابان - كوريا الشمالية - كوريا الجنوبية - الكويت | - لاوس - ماليزيا - ميانمار - باكستان - الفلبين - روسيا - سنغافورة - السويد - تايلاند - تيمور الشرقية - تركيا - المملكة المتحدة - الولايات المتحدة - فيتنام |

## قنصليات
- فيتنام (باتامبانغ و‌سيهانوكفيل)

## سفارات غير مقيمة
في بانكوك ما لم يذكر خلاف ذلك
| - الجزائر (هانوي) - أنغولا (بكين) - الأرجنتين - النمسا - بنغلاديش - بلجيكا - بنين (بكين) - بوتان - البرازيل - تشيلي - كولومبيا (كوالالمبور) - كرواتيا (كوالالمبور) - جمهورية التشيك - الدنمارك - مصر - فنلندا - غانا (بكين) - اليونان - غواتيمالا (سيئول) - غينيا (بكين) - الكرسي الرسولي - المجر (هانوي) - آيسلندا (بكين) - إيران (هانوي) - العراق (هانوي) - جمهورية أيرلندا (هانوي) - إسرائيل - إيطاليا - جامايكا (بكين) - ليبيا (هانوي) - مدغشقر (بكين) - مالي (بكين) | - موريتانيا (بكين) - المكسيك - منغوليا (فيينتيان) - نيبال (يانغون) - هولندا - نيوزيلندا - نيجيريا (مانيلا) - النرويج - فلسطين (هانوي) - بنما (طوكيو) - باراغواي (سيئول) - بيرو (كوالالمبور) - بولندا - البرتغال - رومانيا - صربيا (جاكارتا) - سلوفاكيا - جنوب إفريقيا - رواندا (بكين) - إسبانيا - سريلانكا - السودان (بكين) - سويسرا - إسواتيني (نيويورك) - تنزانيا (كوالالمبور) - تونس (بكين) - أوكرانيا (هانوي) - الإمارات العربية المتحدة - السعودية (هانوي) - اليمن (بكين) - زامبيا (بكين) |